# Copa FGF de 2010
A 7ª Copa FGF, também denominada Copa Enio Costamilan, foi uma competição de futebol realizada no Rio Grande do Sul, de 14 de agosto de 2010 a 28 de novembro do mesmo ano, contando com a participação de 18 clubes.
O campeão terá uma vaga assegurada na Série D de 2011 e também na 4ª Recopa Sul-Brasileira. O vice-campeão poderá participar da Copa do Brasil de 2012, desde que a decisão do Campeonato Gaúcho de 2011 seja entre Grêmio e Internacional.

## Grupos

### Chave 1
| Classificação – Chave 1 | Classificação – Chave 1 | Classificação – Chave 1 | Classificação – Chave 1 | Classificação – Chave 1 | Classificação – Chave 1 | Classificação – Chave 1 | Classificação – Chave 1 | Classificação – Chave 1 | Classificação – Chave 1 |
| Time | Time                    | PG                      | J                       | V                       | E                       | D                       | GP                      | GC                      | SG                      |
| --- | ----------------------- | ----------------------- | ----------------------- | ----------------------- | ----------------------- | ----------------------- | ----------------------- | ----------------------- | ----------------------- |
| 1 | Internacional           | 17                      | 10                      | 5                       | 2                       | 3                       | 16                      | 12                      | 4                       |
| 2 | Porto Alegre            | 15                      | 10                      | 4                       | 3                       | 3                       | 13                      | 6                       | 7                       |
| 3 | Sapucaiense             | 15                      | 10                      | 4                       | 3                       | 3                       | 9                       | 13                      | -4                      |
| 4 | São José-RS             | 13                      | 10                      | 3                       | 4                       | 3                       | 8                       | 10                      | -2                      |
| 5 | Cruzeiro-RS             | 12                      | 10                      | 3                       | 3                       | 4                       | 10                      | 9                       | 1                       |
| 6 | Grêmio                  | 10                      | 10                      | 3                       | 1                       | 6                       | 7                       | 13                      | -6                      |
| PG - pontos ganhos; J - jogos; V - vitórias; E - empates; D - derrotas; GP - gols pró; GC - gols contra; SG - saldo de gols |                         |                         |                         |                         |                         |                         |                         |                         |                         |

### Chave 2
| Classificação – Chave 2 | Classificação – Chave 2 | Classificação – Chave 2 | Classificação – Chave 2 | Classificação – Chave 2 | Classificação – Chave 2 | Classificação – Chave 2 | Classificação – Chave 2 | Classificação – Chave 2 | Classificação – Chave 2 |
| Time | Time                    | PG                      | J                       | V                       | E                       | D                       | GP                      | GC                      | SG                      |
| --- | ----------------------- | ----------------------- | ----------------------- | ----------------------- | ----------------------- | ----------------------- | ----------------------- | ----------------------- | ----------------------- |
| 1 | Caxias                  | 23                      | 10                      | 7                       | 2                       | 1                       | 19                      | 7                       | 12                      |
| 2 | Cerâmica                | 18                      | 10                      | 6                       | 0                       | 4                       | 15                      | 17                      | -2                      |
| 3 | Novo Hamburgo           | 18                      | 10                      | 5                       | 3                       | 2                       | 24                      | 9                       | 15                      |
| 4 | Juventus                | 14                      | 10                      | 4                       | 2                       | 4                       | 14                      | 14                      | 0                       |
| 5 | Lajeadense              | 9                       | 10                      | 2                       | 3                       | 5                       | 7                       | 11                      | -4                      |
| 6 | Atlético Carazinho      | 2                       | 10                      | 0                       | 2                       | 8                       | 7                       | 28                      | -21                     |
| PG - pontos ganhos; J - jogos; V - vitórias; E - empates; D - derrotas; GP - gols pró; GC - gols contra; SG - saldo de gols |                         |                         |                         |                         |                         |                         |                         |                         |                         |

### Chave 3
| Classificação – Chave 2 | Classificação – Chave 2 | Classificação – Chave 2 | Classificação – Chave 2 | Classificação – Chave 2 | Classificação – Chave 2 | Classificação – Chave 2 | Classificação – Chave 2 | Classificação – Chave 2 | Classificação – Chave 2 |
| Time | Time                    | PG                      | J                       | V                       | E                       | D                       | GP                      | GC                      | SG                      |
| --- | ----------------------- | ----------------------- | ----------------------- | ----------------------- | ----------------------- | ----------------------- | ----------------------- | ----------------------- | ----------------------- |
| 1 | Pelotas                 | 18                      | 10                      | 5                       | 3                       | 2                       | 11                      | 6                       | 5                       |
| 2 | Guarany de Camaquã      | 17                      | 10                      | 5                       | 2                       | 3                       | 13                      | 10                      | 3                       |
| 3 | Guarany de Bagé         | 15                      | 10                      | 5                       | 0                       | 5                       | 11                      | 8                       | 3                       |
| 4 | 14 de Julho             | 15                      | 10                      | 5                       | 0                       | 5                       | 11                      | 10                      | 1                       |
| 5 | Bagé                    | 12                      | 10                      | 3                       | 3                       | 4                       | 8                       | 10                      | -2                      |
| 6 | Riopardense             | 9                       | 10                      | 3                       | 0                       | 7                       | 7                       | 17                      | -10                     |
| PG - pontos ganhos; J - jogos; V - vitórias; E - empates; D - derrotas; GP - gols pró; GC - gols contra; SG - saldo de gols |                         |                         |                         |                         |                         |                         |                         |                         |                         |

## Fase Final
|  | Oitavas de final | Oitavas de final   | Oitavas de final | Oitavas de final |                    |               | Quartas de final | Quartas de final | Quartas de final |  |               | Semifinais | Semifinais | Semifinais |  |               | Final | Final | Final | Final | Final |
|  |                  |                    |                  |                  |                    |               |                  |                  |                  |  |               |            |            |            |  |               |       |       |       |       |       |
|  |                  |                    |                  |                  |                    |               |                  |                  |                  |  |               |            |            |            |  |               |       |       |       |       |       |
|  | 1                | Internacional      | 3                | 1                |                    |               |                  |                  |                  |  |               |            |            |            |  |               |       |       |       |       |       |
|  | 16               | Lajeadense         | 2                | 0                |                    |               |                  |                  |                  |  |               |            |            |            |  |               |       |       |       |       |       |
|  | 16               | Lajeadense         | 2                | 0                |                    | Internacional | 3                | 2                |                  |  |               |            |            |            |  |               |       |       |       |       |       |
|  |                  |                    |                  |                  |                    | Internacional | 3                | 2                |                  |  |               |            |            |            |  |               |       |       |       |       |       |
|  |                  | Guarany de Camaquã | 1                | 0                |                    |               |                  |                  |                  |  |               |            |            |            |  |               |       |       |       |       |       |
|  | 8                | Guarany de Camaquã | 1                | 0                | Guarany de Camaquã | 2             | 2                |                  |                  |  |               |            |            |            |  |               |       |       |       |       |       |
|  | 8                |                    |                  |                  | Guarany de Camaquã | 2             | 2                |                  |                  |  |               |            |            |            |  |               |       |       |       |       |       |
|  | 9                | Juventus           | 2                | 0                |                    |               |                  |                  |                  |  |               |            |            |            |  |               |       |       |       |       |       |
|  | 9                | Juventus           | 2                | 0                |                    |               |                  |                  |                  |  | Internacional | 1          | 2          |            |  |               |       |       |       |       |       |
|  |                  |                    |                  |                  |                    |               |                  |                  |                  |  | Internacional | 1          | 2          |            |  |               |       |       |       |       |       |
|  |                  | Pelotas            | 1                | 1                |                    |               |                  |                  |                  |  |               |            |            |            |  |               |       |       |       |       |       |
|  | 5                | Pelotas            | 1                | 1                | Novo Hamburgo      | 4             | 4                |                  |                  |  |               |            |            |            |  |               |       |       |       |       |       |
|  | 5                |                    |                  |                  | Novo Hamburgo      | 4             | 4                |                  |                  |  |               |            |            |            |  |               |       |       |       |       |       |
|  | 12               | Grêmio             | 1                | 0                |                    |               |                  |                  |                  |  |               |            |            |            |  |               |       |       |       |       |       |
|  | 12               | Grêmio             | 1                | 0                |                    | Novo Hamburgo | 2                | 0                |                  |  |               |            |            |            |  |               |       |       |       |       |       |
|  |                  |                    |                  |                  |                    | Novo Hamburgo | 2                | 0                |                  |  |               |            |            |            |  |               |       |       |       |       |       |
|  |                  | Pelotas            | 2                | 1                |                    |               |                  |                  |                  |  |               |            |            |            |  |               |       |       |       |       |       |
|  | 4                | Pelotas            | 2                | 1                | Pelotas            | 0             | 1                |                  |                  |  |               |            |            |            |  |               |       |       |       |       |       |
|  | 4                |                    |                  |                  | Pelotas            | 0             | 1                |                  |                  |  |               |            |            |            |  |               |       |       |       |       |       |
|  | 13               | Cruzeiro-RS        | 0                | 0                |                    |               |                  |                  |                  |  |               |            |            |            |  |               |       |       |       |       |       |
|  | 13               | Cruzeiro-RS        | 0                | 0                |                    |               |                  |                  |                  |  |               |            |            |            |  | Internacional | 2     | 3     |       |       |       |
|  |                  |                    |                  |                  |                    |               |                  |                  |                  |  |               |            |            |            |  | Internacional | 2     | 3     |       |       |       |
|  |                  | Cerâmica           | 1                | 0                |                    |               |                  |                  |                  |  |               |            |            |            |  |               |       |       |       |       |       |
|  | 2                | Cerâmica           | 1                | 0                | Caxias             | 1             | 3                |                  |                  |  |               |            |            |            |  |               |       |       |       |       |       |
|  | 2                |                    |                  |                  | Caxias             | 1             | 3                |                  |                  |  |               |            |            |            |  |               |       |       |       |       |       |
|  | 15               | Bagé               | 2                | 0                |                    |               |                  |                  |                  |  |               |            |            |            |  |               |       |       |       |       |       |
|  | 15               | Bagé               | 2                | 0                |                    | Caxias        | 0                | 1                |                  |  |               |            |            |            |  |               |       |       |       |       |       |
|  |                  |                    |                  |                  |                    | Caxias        | 0                | 1                |                  |  |               |            |            |            |  |               |       |       |       |       |       |
|  |                  | Sapucaiense        | 0                | 2                |                    |               |                  |                  |                  |  |               |            |            |            |  |               |       |       |       |       |       |
|  | 7                | Sapucaiense        | 0                | 2                | Guarany de Bagé    | 1             | 2                |                  |                  |  |               |            |            |            |  |               |       |       |       |       |       |
|  | 7                |                    |                  |                  | Guarany de Bagé    | 1             | 2                |                  |                  |  |               |            |            |            |  |               |       |       |       |       |       |
|  | 10               | Sapucaiense        | 3                | 2                |                    |               |                  |                  |                  |  |               |            |            |            |  |               |       |       |       |       |       |
|  | 10               | Sapucaiense        | 3                | 2                |                    |               |                  |                  |                  |  | Sapucaiense   | 0          | 2          |            |  |               |       |       |       |       |       |
|  |                  |                    |                  |                  |                    |               |                  |                  |                  |  | Sapucaiense   | 0          | 2          |            |  |               |       |       |       |       |       |
|  |                  | Cerâmica           | 2                | 1                |                    |               |                  |                  |                  |  |               |            |            |            |  |               |       |       |       |       |       |
|  | 6                | Cerâmica           | 2                | 1                | Cerâmica           | 0             | 1                |                  |                  |  |               |            |            |            |  |               |       |       |       |       |       |
|  | 6                |                    |                  |                  | Cerâmica           | 0             | 1                |                  |                  |  |               |            |            |            |  |               |       |       |       |       |       |
|  | 11               | São José-RS        | 0                | 0                |                    |               |                  |                  |                  |  |               |            |            |            |  |               |       |       |       |       |       |
|  | 11               | São José-RS        | 0                | 0                |                    | Cerâmica      | 3                | 3                |                  |  |               |            |            |            |  |               |       |       |       |       |       |
|  |                  |                    |                  |                  |                    | Cerâmica      | 3                | 3                |                  |  |               |            |            |            |  |               |       |       |       |       |       |
|  |                  | Porto Alegre       | 2                | 1                |                    |               |                  |                  |                  |  |               |            |            |            |  |               |       |       |       |       |       |
|  | 3                | Porto Alegre       | 2                | 1                | Porto Alegre       | 1             | 3                |                  |                  |  |               |            |            |            |  |               |       |       |       |       |       |
|  | 3                |                    |                  |                  | Porto Alegre       | 1             | 3                |                  |                  |  |               |            |            |            |  |               |       |       |       |       |       |
|  | 14               | 14 de Julho        | 1                | 1                |                    |               |                  |                  |                  |  |               |            |            |            |  |               |       |       |       |       |       |

## Campeão
| Copa FGF - 2010                   |
| Porto Alegre                      |
| --------------------------------- |
| INTERNACIONAL Campeão (2º título) |